# Vikarabad
Vikarabad (o Vicarabad) è una suddivisione dell'India, classificata come nagar panchayat, di 42.258 abitanti, situata nel distretto di Rangareddy, nello stato federato del Telangana. In base al numero di abitanti la città rientra nella classe III (da 20.000 a 49.999 persone).

## Geografia fisica
La città è situata a 17° 19' 60 N e 77° 54' 0 E e ha un'altitudine di 638 m s.l.m..

## Società

### Evoluzione demografica
Al censimento del 2001 la popolazione di Vikarabad assommava a 42.258 persone, delle quali 21.237 maschi e 21.021 femmine. I bambini di età inferiore o uguale ai sei anni assommavano a 5.447, dei quali 2.714 maschi e 2.733 femmine. Infine, coloro che erano in grado di saper almeno leggere e scrivere erano 27.197, dei quali 15.252 maschi e 11.945 femmine.